# Michael Chow (restaurateur)
Pour les articles homonymes, voir Michael Chow.
Michael Chow, né Zhou Yinghua le 6 février 1939 à Shanghai, est un acteur et restaurateur chinois.

## Biographie
Frère de l'actrice Tsai Chin, Chow a eu des petits rôles dans de grosses productions cinématographiques tels que le James Bond On ne vit que deux fois ou la série Rush Hour.
Il a créé la chaîne de restaurants Mr Chow.

### Vie privée
Il a été marié avec la directrice artistique Grace Coddington.
Sa fille, China Chow, est actrice.

## Filmographie partielle
- 1967 : On ne vit que deux fois : N° 4 du SPECTRE
- 1998 : L'Arme fatale 4 : l'assistant de l'Oncle Benny
- 1999 : Rush Hour : un invité du dîner
- 2001 : Rush Hour 2 : un joueur au casino
- 2007 : Rush Hour 3 : le ministre chinois des Affaires étrangères